# Alex Hartmann
Alexander „Alex“ Hartmann (* 7. März 1993 in Adelaide) ist ein australischer Leichtathlet, der sich auf den Sprint spezialisiert hat.

## Sportliche Laufbahn
Erste internationale Erfahrungen sammelte Alex Hartmann bei den IAAF World Relays 2014 in Nassau und kam dort mit der australischen 4-mal-100-Meter-Staffel im B-Finale nicht ins Ziel. Im Jahr darauf schied er bei den World Relays ebendort mit 39,75 s im Vorlauf aus und 2016 nahm er im 200-Meter-Lauf an den Olympischen Sommerspielen in Rio de Janeiro teil und schied dort mit 21,02 s in der ersten Runde aus. Bei den IAAF World Relays 2017 auf den Bahamas belegte er in 39,73 s den vierten Platz mit der 4-mal-100-Meter-Staffel. Im Jahr darauf erreichte er bei den Commonwealth Games im heimischen Gold Coast das Halbfinale über 200 Meter und schied dort mit 20,76 s aus. Bei den IAAF World Relays 2019 in Yokohama schied er mit 39,05 s in der Vorrunde der 4-mal-100-Meter-Staffel aus und anschließend gewann er bei den Ozeanienmeisterschaften in Townsville in 21,17 s die Bronzemedaille über 200 Meter hinter dem Samoaner Jeremy Dodson und Banuve Tabakaucoro aus Fidschi. Zudem belegte er in 10,61 s den vierten Platz im 100-Meter-Lauf und siegte in 39,36 s gemeinsam mit Jake Doran, Jack Hale und Zach Holdsworth in der 4-mal-100-Meter-Staffel.
In den Jahren von 2015 bis 2019 wurde Hartmann australischer Meister im 200-Meter-Lauf sowie 2016 auch über 100 Meter.

## Persönliche Bestzeiten
- 100 Meter: 10,27 s (+2,0 m/s), 23. März 2019 in Brisbane
- 200 Meter: 20,45 s (−0,5 m/s), 7. Februar 2016 in Canberra